# Justicia Federal (Brasil)
La Justicia Federal Común es uno de los ámbitos del Poder Judicial de Brasil. Está formada por jueces federales que forman la primera instancia y los Tribunales Regionales Federales (TRF) de segunda instancia. Es competente para juzgar acciones en las que la Unión, sus autoridades administrativas, fundaciones y empresas públicas figuran como autoras u objeto, ya sea como intervinientes de cualquier naturaleza con excepción de aquellas reservadas para la justicia federal especializada (electoral, laboral o militar). 
También tienen competencia para procesar acciones de ámbito internacional sobre derechos indígenas, relacionadas con nacionalidad, casos de grave violación a los derechos humanos, entre otros.
El Consejo de Justicia Federal (CFJ) es el órgano central de la Justicia Federal y se encarga de la supervisión administrativa y presupuestal, además de tener poderes sancionadores. La Justicia Federal cuenta con seis Tribunales Regionales Federales, 790 jurisdicciones instaladas y 194 juzgados especiales autónomos distribuidos en cada una de las 27 unidades de la federación. Tiene 1,209 jueces, 984 jueces suplentes y 139 desembargadores en todo el país. Las decisiones emitidas por estos magistrados son impugnables ante el Superior Tribunal de Justiça (STJ) y el Supremo Tribunal Federal (STF), dependiendo de la naturaleza del caso.